# Innenansichten eines Artgenossen
In seiner Autobiographie Innenansichten eines Artgenossen – Meine Bilanz präsentiert Hoimar von Ditfurth (1921–1989) seine im Laufe des Lebens gewonnenen Einsichten (fossiles Gehirn, abgeschlossene Weltbilder, Evolution als Schöpfungsakt) und setzt sie in einen Zusammenhang mit seiner Biographie, die die Zeiträume NS-System (Heranwachsender in einem national(-istisch)-konservativen Elternhaus), Adenauerzeit (berufliche Erfahrungen als Psychiater) und die 1970/1980er Jahre (Ditfurths „eigentliches Leben“ als Publizist) umfasst.

## Das Gehirn
Das Gehirn (von Mensch und Tier) setzt sich aus drei Teilen zusammen:
- Stammhirn (evolutionsbiologisch der älteste Hirnteil): Reguliert die Stoffwechselbilanz, Herzschlag/Atmung, Körpertemperatur, Überwachung aller vegetativen Funktionen zur Aufrechterhaltung der Lebensfähigkeit des Organismus
- Zwischenhirn:[2] Lässt den Menschen (und das Tier) in einer speziellen Stimmung sein (lustig, traurig, besorgt, wütend). Instinkte (Triebe) sind im Zwischenhirn als abrufbare Programme in Form neuronaler Schaltmuster enthalten (Imponierverhalten, Unterwerfungsgesten, Fluchttrieb).[3][4]
- Großhirn (stammesgeschichtlich der jüngste Hirnteil): Besteht aus ca. 15 Milliarden Nervenzellen. Jede dieser Nervenzellen ist mit bis zu 10.000 weiteren Nervenzellen über Leiterbahnen (Dendriten) vernetzt. Das Großhirn ist das eigentliche Denkorgan des Menschen. Gedanke folgt auf Gedanke, auf welche Weise auch immer (Ignoramus et ignorabimus). Gedanken werden vom Großhirn wahrgenommen, wie z. B. das Auge ein Bild wahrnimmt. Der Mensch kann Gedankenblitze haben (ein Gedanke schießt einem durch den Kopf) und spontane „Einsichten“ (Arthur Koestler (1905–1983)). Nach Nicolai Hartmann (1882–1950) setze sich die Welt aus Schichten zusammen: a) die materiell-anorganische Schicht, b) die organisch-biologische Schicht und c) die Schicht des Geistigen. Das Großhirn sei dann zu verstehen als ein Organ zur Wahrnehmung, zum Hervorbringen des „geistigen Prinzips“.

Alle Hirnteile haben ihre Funktion. Das sei beim Großhirn richtig, denn es mache den Menschen, den Homo sapiens, zum geistigen Wesen, zur Krone der Schöpfung auf der Erde und beim Stammhirn wichtig, da ohne es kein Mensch auch nur zehn Sekunden überleben könne. Das Zwischenhirn sei der „Stimmungsmacher“ des Menschen. Der Mensch sei zu jeder Zeit „gestimmt“. Bei körperlichem Wohlergehen melde das Zwischenhirn: „Du fühlst dich gut, riskier was.“ Bei Niedergeschlagenheit sei der Mensch objektiv nicht auf dem Höhepunkt seiner Leistungsfähigkeit, das Zwischenhirn lasse den Menschen vorsichtig und zurückhaltend sein.
Das Problem, das Ditfurth sieht: Im Zwischenhirn seien auch die von den genetischen Vorgängern des Menschen, den Frühmenschen, in der Steinzeit gemachten (und vererbten) Erfahrungen in Form von Instinkten wirksam.

### Unangepasste Instinkte
Ditfurth hält die folgenden vier „Neandertalergesetze“ für unangepasst an die heutige Zivilisation:
- Fremdenfeindlichkeit (Xenophobie)
- Bereitschaft zum intraspezifischen Totschlag (Mensch gegen Mensch)
- Unterordnung des Einzelnen unter die Interessen der eigenen Gesellschaft
- die Interessen der eigenen Gesellschaft sind denen aller anderen Konkurrenten übergeordnet (Chauvinismus)

Der heutige Mensch habe den aus der Steinzeit überkommenen Neandertalergesetzen die zehn Gebote Moses (ca. 800 v. Chr.) entgegengesetzt: Du sollst nicht töten, nicht stehlen, nicht ehebrechen, nicht begehren deines Nächsten Hab und Gut. Bemerkenswert: Die mosaischen Gebote seien sämtlichst Verbote, es gehe den mosaischen Geboten also darum, die Neandertalergesetze einzudämmen, dem alten Adam Einhalt zu gebieten.

### Irrationalität
Ditfurth zerbrach sich den Kopf über ein Vorkommnis aus dem Krieg, ohne (damals) zu einem klaren Resultat zu gelangen. Ein am Arm verwundeter junger Leutnant in ordensgeschmückter Uniform, dick weiß mit einem Gipsverband in der Schlinge, betrat im Oktober 1939 ein Café am Kurfürstendamm, in dem Ditfurth (als frisch gebackener Medizinstudent) saß. Alle im Café sich befindenden Leute, auch Ditfurth, verstummten und betrachteten ehrfürchtig den Leutnant. Ditfurth fühlte sich in diesem Augenblick schuldig und wäre gerne der Leutnant gewesen, der da in der Tür stand. Ditfurth versuchte, seine Schuldgefühle zu analysieren, um auf den Grund seines Verhaltens und das der Leute im Café zu kommen. Aber es war vergebens. Erst Jahrzehnte später (Der Geist fiel nicht vom Himmel (1976)) kam Ditfurth auf die Lösung. Er versuchte, eine unbewusste und instinkthafte Verhaltensweise, die dem Zwischenhirn, dem Neandertaler zuzuordnen sei, mit rationalen Mitteln, durch Nachdenken (also mit dem Großhirn) zu verstehen. Aber da gebe es nichts zu verstehen. Instinkte seien unbefragbare Vorgänge, die für die Überlebensfähigkeit des Menschen (und der Tiere) sorgen, aber eben nicht „richtig“ oder „falsch“ (objektiv, rational) seien, sondern „gut“ oder „schlecht“ (subjektiv, irrational). Im Falle des Leutnants wurden die Schuldgefühle dadurch hervorgerufen, dass der Leutnant sein Leben für die Gemeinschaft (das deutsche Volk) einsetzte, Ditfurth aber seinen privaten Interessen (Medizinstudium in Berlin) nachging. Aus der Sicht des Neandertalers war das Soldatendasein des Leutnants gut für die Gemeinschaft, das eigensüchtige Verhalten Ditfurths dagegen schlecht für die Gemeinschaft.
Nach dem Krieg erkannte dann auch Ditfurth, dass es eine objektive Seite der Angelegenheit gab. Der Leutnant nahm, objektiv gesehen, an einer verbrecherischen Politik (räuberischer Angriffskrieg auf Polen) teil, was aus rationaler Sicht falsch war.

## Das NS-System
Ditfurth schreibt, dass die Nationalsozialisten es geschafft hätten, die Neandertalergesetze wieder in Kraft zu setzen. „Viele Menschen hielten die aus dem Käfig ihres Unbewussten mobilisierten archaischen Affekte für einen Gewinn an Kraft und Freiheit.“ Wie aktiv die Instinkte seien, sieht Ditfurth in den alten Wochenschauen und Propagandafilmen dokumentiert. „Verzückte, in ekstatischer Verehrung leuchtende Gesichter der Menschen, die ihrem Führer wie einem Erlöser zujubeln.“ „Jetzt stellte sich heraus, wie dünn die Wand tatsächlich ist, die moderne Menschen von der Geistesverfassung des Neandertalers trennt.“

### Das Weltbild des NS-Systems
Dem Nationalsozialismus in Deutschland (1933–1945) lag nach Meinung Ditfurths ein Weltbild zugrunde, und zwar das des Sozialdarwinismus. Es gab zwei „Lehrfilme“, die Ditfurth als Schüler im Biologieunterricht gezeigt bekam, die dieses Weltbild veranschaulichen sollten.
a) Ein Huhn frisst mit Appetit Regenwürmer. Für die nationalsozialistische Obrigkeit ein Beweis, dass es in der Welt einen „Kampf ums Leben“ gebe. b) Ein „Professor“ erklärt einem „naiven Blondchen“ einen anderen Vorgang: Ein Hirschkäfer kämpft mit einem anderen Hirschkäfer und besiegt diesen schließlich wegen seiner Überlegenheit. Nach Ansicht der nationalsozialistischen Obrigkeit ein Beweis, dass der Stärkere überlebt. Damit, so die nationalsozialistischen Machthaber, sei gezeigt, wie es in der Welt, unter den Völkern, zugehe. Ditfurth schreibt, dass „die nationalsozialistische Propaganda unermüdlich bestrebt war, uns davon zu überzeugen, daß die Mitglieder nichtgermanischer Völker und Rassen, insbesondere Juden und Slawen, nicht in dem vollgültigen Sinne als Menschen angesehen werden könnten wie wir (sondern nur als Untermenschen, sozusagen als Mitglieder degenerierter Nebenlinien unserer Art).“

### Die Darwinsche Lehre
Ditfurth räumt ein, dass es in der Natur einen „Kampf“ gebe. Aber dieser Überlebenskampf verlaufe auf völlig anderen Schienen. Es gebe den wesentlichen Unterschied zwischen intraspezifischer Aggression und interspezifischer Aggression. Der in der Natur vorkommende Kampf ums Überleben finde statt zwischen Individuen derselben (biologischen) Art, also intraspezifisch. In dem Vergleich der Fähigkeiten entscheide sich, welches Individuum sich erfolgreicher fortpflanzt und so in der nachfolgenden Generation mit seinen Erbanlagen (DNS) zahlreicher auftritt. Der Huhn-Regenwurm-Vorgang sei also von den nat.-soz. Machthabern missverstanden und entstellt worden, da er eine interspezifische Aggression darstelle und keinerlei Bedeutung für die Evolution der biologischen Arten habe.
Der von der Kamera gezeigte Hirschkäferkampf (intraspezifische Aggression) zeige schon die Wahrheit, aber der „Professor“ erklärt dem „naiven Blondchen“, dass der unterlegene Hirschkäfer bestimmt vom Sieger getötet worden wäre, wenn er nicht das Weite gesucht hätte. Aber die Natur sei nicht so dumm, schreibt Ditfurth, Leben mutwillig zu vergeuden. Die intraspezifische Aggression („der Kampf ums Überleben“) sei mit der Flucht des unterlegenen Hirschkäfers beendet. Es stehe nun fest, dass der siegreiche Hirschkäfer das umstrittene Revier, die umkämpfte Nahrungsquelle oder das umkämpfte Weibchen mit Beschlag belegen kann. Eine zusätzliche Tötung sei überflüssig und komme in der Natur wegen angeborener Verhaltensprogramme (Fluchttrieb, Tötungshemmung) auch nicht vor.
Und selbst interspezifische Aggression – der „Lehrfilm“ mit dem Huhn und dem Regenwurm zeige insofern schon die Wahrheit – sei unter natürlichen Umständen nirgendwo so brutal wie bei den intraspezifischen Auseinandersetzungen innerhalb der Welt der Menschen (Kriege, Bürgerkriege), schreibt Ditfurth. Ausnahmslos alle Organismen spielten in der Natur, je nach ihrer Artzugehörigkeit in wechselnder Verteilung, die Rollen von Jäger und Beute. Z. B. züchte und schlachte der Mensch Hühner, Schweine und Rinder, um sie zu verzehren. Andererseits stelle sich der menschliche Körper aus der Sicht eines Krankheitserregers (Cholera, Gelbfieber) als Beute dar.
Allerdings gebe es kein blindwütiges Töten. Konrad Lorenz schließt z. B. aus, dass unter natürlichen Bedingungen ein Bengaltiger mit einer Python und gleich darauf diese mit einem Krokodil kämpfen. „Welches Interesse hätte auch eines der Tiere, das andere zu vernichten? Keines von ihnen stört die Lebensinteressen des anderen.“ (Das sogenannte Böse (1975), S. 30)

### Was wussten die Deutschen?
Oft hörte man nach dem Zweiten Weltkrieg die beschwichtigende Formel, dass man von alldem doch nichts gewusst habe und Ralph Giordano (1923–2014) bestätigt, dass die Deutschen nichts von den Vernichtungslagern (Auschwitz, Treblinka, Maidanek (Lublin), Chelmno (Kulmhof), Sobibor, Belzec) wussten. Aber folgende Fakten waren bekannt, denn sie waren offenbar, so Ditfurth:
- Judensterne auf zerschlissenen Revers
- Aberkennung der bürgerlichen Rechte
- Verbot, öffentliche Parks zu betreten
- sozialdemokratische und kommunistische Politiker werden aus ihren Posten gejagt
- keine ordentliche Gerichtsbarkeit („Schutzhaft“)
- Plünderung und  „Arisierung“ jüdischer Geschäfte
- jüdische Mitbürger werden scharenweise aus dem Land gejagt
- Mischehen zwischen „Ariern“ und Juden stehen unter unmenschlichem Druck
- Ortsnamen wie Dachau und Oranienburg haben plötzlich einen besonderen Klang (Konzentrationslager)

Die Behauptung, nichts von alldem gewusst zu haben, erachtet Ditfurth als „jämmerliche Ausrede“, als „erbärmlichen Selbstbetrug“. Ditfurth nimmt sich übrigens von diesem Urteil nicht aus. „Ich kreide mir mein damaliges Stillschweigen als schuldhaft an. Und sei es nur deswegen, weil die Existenz einer, wenn auch erbarmungswürdig kleinen, Zahl von Widerständlern [Geschwister Scholl] bewiesen hat, daß wir es hätten wissen können, wenn wir es nur hätten wissen wollen.“
Es nütze allerdings nichts, ab sofort in „Sack und Asche“ herumzulaufen und sich in „zerknirschter Selbstbezichtigung“ vor den anderen Völkern zu erniedrigen. Bei den betroffenen Völkern (Juden, Russen, Polen) würde dieses Verhalten nur Verachtung hervorrufen.

## Adenauerzeit
Konrad Adenauer (1876–1967) wurde als Vorsitzender der CDU zum ersten Bundeskanzler der neugegründeten Bundesrepublik Deutschland gewählt – mit einer Stimme Mehrheit. Seine Politik sieht Ditfurth als pragmatisch an. Adenauer stand vor der Aufgabe, ein geschlagenes, desillusioniertes Volk, das in Ruinen hauste, zusammenzuschweißen zu einer Gemeinschaft, das gleich denkt, handelt und politisch lenkbar sei durch gemeinsam geteilte Wertvorstellungen.

### Die Russenangst
Als Kitt, das die deutsche Nachkriegsgesellschaft zusammenhalten sollte, wählte Adenauer die Russenangst. Die immer noch weitverbreitete „Russenparanoia“ sei durch Adenauer „bewußt kultiviert und geschürt“ worden, „offiziell und regierungsamtlich“. Und zwar mit Erfolg. Vier Wahlen gewann Adenauer (1957 mit absoluter Mehrheit). Dieser bequeme Weg über einen gemeinsamen äußeren Feind („die Russen kommen“, „alle Wege des Sozialismus führen nach Moskau“ (Wahlplakate aus den 1950er Jahren)), so Ditfurth, war „vielleicht sogar die einzige praktikable Methode, um den verstörten Haufen der Nachkriegsdeutschen zu einer politisch lenkbaren Gesellschaft zusammenzuschweißen. Das muß man der Adenauer-Regierung als erste Nachkriegsregierung zugute halten.“ Der Kaufpreis für diesen kurzen und einfachen Weg zu einer funktionierenden Gesellschaft soll jedoch in dem „Verzicht auf die Immunität gegen neuerliche Formen der Realitätsverkennung“ bestanden haben. Eine selbstkritische und sicherlich mühselige Aufarbeitung der NS-Vergangenheit sei unterblieben. Der Realitätsverlust führte zu einem Leben in einer Wahnwelt, die es nicht gab:
- Horten von Benzinkanistern in Garagen und Keller, um früher am Ärmelkanal zu sein als der Russe („die Russen kommen!“)
- der von Dietrich Bonhoeffer (1906–1945) geleistete Widerstand gegen das NS-Regime wird vom Bundesgerichtshof 1956 als Hochverrat (im Sinne der damaligen nazistischen Unrechtsjustiz) gewertet, d. h. Bonhoeffer wurde zu Recht zum Tode verurteilt und hingerichtet
- kein Mitglied des nazistischen Volksgerichtshofs (unter Vorsitz von Roland Freisler (1893–1945)) wurde jemals vor ein bundesrepublikanisches Gericht gestellt oder gar verurteilt
- der Witwe Roland Freislers wird eine Schadensausgleichsrente zugesprochen, zusätzlich zu ihrer Witwenrente, mit der Begründung, Freisler hätte nach dem Krieg eine hohe Amtsstellung erlangen können (Freisler starb 1945 bei einem Luftangriff auf Berlin)
- Willy Brandt (1913–1992) alias Frahm hat Deutschland nach dem Krieg in norwegischer Uniform betreten und spricht bei sich zu Hause norwegisch
- geraubte Ostprovinzen (Ostpreussen, Schlesien, Pommern) – ein schreiendes Unrecht!
- Heinrich von Brentano, Außenminister unter Adenauer, unternahm Ende der 1950er Jahre erstmals einen Versuch der Aussöhnung mit Polen. In einer Bundestagsrede sagte er, dass „das deutsche Volk bereit sei, Polen zu verzeihen“. Die Wahrheit aber war doch eine andere: Deutschland überfiel 1939 Polen, richtete eine fünfjährige Willkürherrschaft ein, tötete drei Millionen Polen und drei Millionen polnische Juden. Brentano erhielt von den Polen niemals eine Antwort.
- hasserfüllte Verleumdungen gegen die von der sozial-liberalen Regierung unter Willy Brandt eingeleiteten Versöhnungspolitik mit dem Osten. Was Ditfurth betroffen macht: Diese Verleumdungen kamen nicht von primitiven und vulgären Menschen, sondern wurden von „völlig normalen“ Leuten (sein Zahnarzt,[13] seine Vorstandskollegen bei Boehringer Mannheim) ohne Bedenken geäußert.
- Bundeskanzler Helmut Kohl (CDU) sagte in einer Bundestagsrede im November 1983, dass die Sowjetunion nach dem Zweiten Weltkrieg in beispiellosem Ausmaße aufgerüstet habe. Damit mag Kohl wohl recht gehabt haben, so Ditfurth, aber die ganze Wahrheit sei doch, dass die USA in noch viel stärkerem Maße (qualitativ und quantitativ) aufgerüstet haben, mit dem Resultat, dass der Sowjetunion gar nichts anderes übrig geblieben sei, als gleich große (oder besser: fast gleich große) Anstrengungen zu unternehmen. (Rüstungsspirale) Ein Beispiel, wie man mit halben Wahrheiten eben auch Unwahrhaftigkeit an den Tag legen könne. Resultat dieser Bundestagsrede: Der NATO-Doppelbeschluss trat in Kraft. 108 Pershing-2-Raketen und 464 Cruise-Missile wurden in Westeuropa  stationiert. Dies wiederum zog die Stationierung von sowjetischen Mittelstreckenraketen in der DDR und der Tschechoslowakei nach sich.

Ditfurth stellt fest, „daß wir uns ... in Wirklichkeit wie konditionierte Ratten in einer Pawlowschen Versuchsanordnung in dem von einer fürsorglichen Obrigkeit vorgegebenen Rahmen einer fiktiv-demagogisch konstruierten Wirklichkeit [d. h. in einer Wahnwelt] bewegten.“

## Die wegweisenden alten Texte
Die Bibel sei, so schreibt Ditfurth, an Tiefgründigkeit, was das Wissen über den Menschen betrifft, nicht zu überbieten. Die alten Texte seien überindividuelles Wissen, die „Quintessenz der Erfahrungen vieler Generationen“. Die Tendenz, die Aussagen der Bibel zu verwerfen a) weil sie nicht rational begründbar seien und b) Heilsbotschaften aus dem Himmel und damit auf irdische Probleme (Kriege) nicht anwendbar, erregt Besorgnis in Ditfurth. Denn seiner Ansicht nach gelte: „Wenn es aber einen Ausweg gibt, dann ist er hier, in den alten Texten vorgezeichnet. Der Versuch, ihn zu benutzen ist noch niemals ernstlich unternommen worden. Viel Zeit bleibt uns nicht mehr, das Versäumnis nachzuholen.“

### Feindesliebe
Jesus Christus fordert in der Bergpredigt: „Wenn dich der Legionär auffordert, sein Gepäck für ihn zu schleppen, dann trage sein Gepäck nicht nur eine, sondern freiwillig noch eine zusätzliche Meile weiter.“ (Feindesliebe) Aufgrund dieses ungewöhnlichen Verhaltens, das Jesus Christus anempfiehlt, käme der Legionär (der Feind) ins Gespräch mit dem von ihm von der Straße weg verpflichteten Juden. Der bisher vom Legionär menschlich gering eingeschätzte und schikanierte Angehörige eines Provinzvolkes werde plötzlich als Mitmensch begriffen, als Mensch, wie er selber einer sei, mit denselben Ängsten und Hoffnungen (siehe weiter unten die „Zukunftshoffnung“). Was die angebliche Praxisferne der Feindesliebe betrifft, da sie ja eine „Botschaft aus dem Himmel“ sei, verweist Ditfurth auf Matth. 5,5: „Selig sind die Sanftmütigen, denn sie werden das Erdreich besitzen.“

### Zukunftshoffnung
Menschen seien zu begreifen als sich in der Zeit entfaltende Wesen, so Ditfurth. Normalerweise seien Menschen so tief eingebettet in die gelebte Zeit, die Menschen empfänden die Zeit als so selbstverständlich, dass die existenzielle Bedeutung der Zeit nicht erkannt werde. Bei psychischen Erkrankungen (endogene Depression) sei der Zeitzusammenhang (Vergangenheit, Gegenwart, Zukunft) gestört, der erkrankte Mensch falle sozusagen aus der Zeit. Für den an einer endogenen Depression Leidenden sei die Zeit „eingefroren“, er „erstarre“. Es gebe keine Zukunft mehr für ihn. Alle (tatsächlichen oder eingebildeten) Versäumnisse aus der Vergangenheit werden wie durch ein Vergrößerungsglas gesehen. Der betroffene Mensch verspüre abgrundtiefe Schuldgefühle. Ditfurth schreibt: „Die vergleichende, transkulturelle Psychiatrie hat herausgefunden, daß jemand, der einen depressiven Wahn entwickelt, stets von einem der drei genannten Ängste [Versündigungswahn, Verarmungswahn, Erkrankungswahn (Hypochondrie)] erfaßt wird – ob Atheist oder frommer Christ, ob Europäer, Chinese oder Afrikaner. Hier ist demnach von der extremen Belastung der krankhaften Schwermut etwas aufgedeckt worden, was man als anthropologisches Existential bezeichnen könnte, als ein den Menschen in seinem innersten Kern konstituierendes Wesensmerkmal.“ Der menschliche Wunsch nach Freiheit/Erlösung von Schuld, der Drang, es in der Zukunft besser machen zu wollen – beim depressiv erkrankten Mensch fehle diese Hoffnung, da die Dimension des Zukünftigen weggebrochen sei. Ditfurth sieht diese Thematik schon im Alten Testament in gleichnishafter Form besprochen. Der Engel des Herrn zeigt Mose das gelobte Land (die für den Menschen unerreichbare (stammesgeschichtliche) Zukunft), das Mose (der Mensch) niemals selber wird betreten können, so die Bibel.

## Die Menschheitsaufgabe
Um zu existenzieller Freiheit (vom Neandertaler, vom alten Adam) zu gelangen, um erlöst zu sein, sieht Ditfurth die Menschheit vor folgende Aufgabe gestellt: „Unser Dasein dient nicht der Rechtfertigung des Kosmos und seiner Geschichte. ... Nicht Fehlerlosigkeit wird von uns verlangt oder gar Vollkommenheit. Verlangt wird einzig und allein, daß wir den Fortgang der kosmischen Geschichte [Evolution] in unserem regionalen planetarischen Bereich und innerhalb unserer biologischen Stammreihe zu sichern uns bemühen. Daß wir seine Kontinuität gewährleisten [Naturschutz], um die Möglichkeit offenzuhalten, daß er am Ende der Evolution Vollkommenheit [theologisch: Erlösung] verwirklichen könnte. Das ist alles.“ „Etwas wäre schon gewonnen, wenn wir unseren Glauben an die Existenz totaler Lösungskonzepte für unsere politischen und gesellschaftlichen Probleme endlich als Aberglaube durchschauten und zu Grabe trügen.“ Die Einsicht müsse vorhanden sein, so Ditfurth, „daß eine Gesellschaft, die sich aus nichtrationalen Mitgliedern zusammensetzt, prinzipiell außerstande ist, anwendungstaugliche, rational konzipierte Verhaltensmaximen für ihr Verhalten zu entwickeln.“

## Zitate
- „Wenn das der Führer wüßte!“ Natürlich wußte er. Wir wollten es nur nicht wahrhaben.
- Ein faschistisches Regime erkennt man daran, daß es die Freisetzung der in uns lauernden Bestie [des Neandertalers] betreibt.